# Cobra (film, 1980)
Pour les articles homonymes, voir Cobra (homonymie).
Pour plus de détails, voir Fiche technique et Distribution.
Cobra (Il giorno del Cobra) est un film italien réalisé par Enzo G. Castellari, sorti en 1980, avec Franco Nero, Sybil Danning, Mario Maranzana (it), Licinia Lentini (it), Carlo Gabriel Sparanero et Mickey Knox dans les rôles principaux.

## Synopsis
Larry Stanziani (Franco Nero), un ancien agent du FBI connu sous le surnom de Cobra, travaille désormais à San Francisco comme détective privé après avoir été accusé à tort de collaboration avec la mafia italienne et condamné à une peine de prison. Jack Goldsmith (William Berger), son ancien patron, lui confie une affaire en Europe afin de démanteler un réseau de trafiquants de drogue. Stanziani accepte l'offre car ce voyage lui permet de se rapprocher de son fils Tim (Carlo Gabriel Sparanero), confié à un pensionnat après la mort de sa mère et qu'il n'a pas vu depuis longtemps. Arrivé dans la ville de Gênes, il retrouve également un ancien ami, Davide (Mario Maranzana (it)), qui, en compagnie du volubile et véreux homme d'affaires Papasian (Mickey Knox), l'aide dans son enquête. Sur leurs conseils, il s'intéresse à une boîte de nuit, où travaille notamment la jeune Brenda (Sybil Danning) et d'où il peut enquêter sur les actions d'un certain Kandinsky (Michele Soavi) et de Lola Alberti (Licinia Lentini (it)).

## Fiche technique
- Titre : Cobra
- Titre original : Il giorno del Cobra
- Réalisation : Enzo G. Castellari
- Scénario : Aldo Lado, Fabio Carpi et Tito Carpi
- Photographie : Giovanni Bergamini
- Montage : Gianfranco Amicucci
- Musique : Paolo Vasile (it)
- Décors : Stefano Maria Ortolani
- Producteur : Fabrizio De Angelis et Turi Vasile
- Société(s) de production : Laser Cinematografica, Dina Cinematografica
- Pays d'origine :  Italie
- Langue : Italien
- Format : Couleur
- Genre : Néo-polar italien
- Durée : 95 minutes
- Dates de sortie :
  -  Italie : 12 août 1980
  -  France : 2 mars 1983
- Affiche : Georges Kerfyser (France)

## Distribution
- Franco Nero (VF : Bernard Woringer) : Larry Stanziani
- Sybil Danning (VF : Annie Balestra) : Brenda
- Mario Maranzana (it) (VF : Henry Djanik) : Davide Cases
- Licinia Lentini (it) (VF : Michelle Bardollet) : Lola Alberti
- Carlo Gabriel Sparanero : Tim
- Mickey Knox (VF : Albert Augier) : Raul Papasian
- Enio Girolami (VF : Michel Bardinet) : Mastino
- Massimo Vanni (it) : Beltrame
- Romano Puppo : Silvestri
- Rocco Lerro : Smith
- William Berger (VF : Jacques Deschamps) : Jack Godschmidt
- Sasha D’Arc (de) : un homme de main de Papasian
- Michele Soavi (VF : Roger Crouzet) : Serge Kandinsky
- Franco Ukmar (de)
- Enzo G. Castellari (VF : Pierre Garin) : un homme de Kandinsky au marché de poissons
- Claudio Pacifico (VF : Michelle Bardollet) : Ivan Radovic
- Benito Pacifico (it)

## Autour du film
- Le casting du film offre au spectateur plusieurs histoires de famille. Le réalisateur Enzo G. Castellari, habitué à jouer de petits rôles non crédités dans ses films, confie également des rôles de figurations à ses enfants Andrea Girolami et Stefania Girolami Goodwin et à son frère Ennio Girolami un rôle de soutien, tandis que l'acteur vedette Franco Nero partage l'affiche avec son fils Carlo Gabriel Sparanero et que l'acteur de soutien Benito Pacifico (it) apparaît dans le film en compagnie de son fils, Claudio Pacifico, dans des rôles de figurations.
- Le film a été tourné dans les villes de Rome et de Gênes.

## Source
- (en) Roberto Curti, Italian Crime Filmography, 1968-1980, Jefferson, McFarland, 2013, 330 p. (ISBN 978-0-7864-6976-5, lire en ligne).